# Ligne de tramway 15 (SNCV Groupe de Mons-Borinage)
Pour les articles homonymes, voir Ligne 15.
La ligne 15 est une ancienne ligne du tramway de Mons de la Société nationale des chemins de fer vicinaux (SNCV) qui reliait Mons à Casteau.

## Histoire
date inconnue Électrification.
État au 1er janvier 1950 : 15 Mons Gare - Casteau Village, 13 Mons Gare - Nimy Route d'Ath service partiel, 14 Mons Gare - Maisières Place service partiel
31 mai 1959 : suppression  et remplacement par une ligne d'autobus sous le même indice.

## Exploitation

### Horaires
Tableaux : 413 (1931).